# 流明星
流明星（141 Lumen）是第141颗被人类发现的小行星，于1875年1月13日发现。流明星的直径为130千米，质量为1.6×1018千克，公转周期为1589.717天。